# 尾崎富士雄
尾崎 富士雄（おざき ふじお、1961年10月7日 - ）は、日本の元プロボクサー。青森県八戸市出身。帝拳ボクシングジム所属。階級はウェルター級。ニックネームは和製デュラン。

## 来歴
八戸工業大学第一高等学校時代にインターハイライトウェルター級準優勝、1980年5月19日、デビュー戦で奥秋照雄と対戦し、1RKO勝ちを収めた。
東日本ジュニアウェルター級新人王を獲得するが、全日本新人王決定戦では西日本の赤井英和に3RKO負けを喫した。
1982年8月6日、成田城健が持つ日本ライト級王座に挑戦し、判定で奪取。
1983年6月3日、シャイアン山本に判定で敗れ王座陥落するも、9月2日の再戦で判定で奪還。しかし、12月2日、友成光に7RKO負けを喫し、再び陥落。
階級をウェルター級に上げ、1985年6月6日、串木野純也を判定で下し日本王座獲得。2度防衛後、1986年2月6日、田端信之に判定で敗れ王座陥落。しかし6月5日の再戦で5RKOにより王座奪還。2度目の防衛戦はチャンピオン・カーニバル、日本タイトル挑戦権獲得トーナメント優勝者の友成光相手にKO防衛し王座返上。
1988年2月5日、アメリカ合衆国ニュージャージー州アトランティックシティでマーロン・スターリングが持つWBA世界王座に挑戦。尾崎は終盤に主導権を奪い、最終回にスターリングをロープに詰めて連打を叩き込むと、ダメージを負った王者がマウスピースを吐き出す場面もあった。当時の「ニューヨーク・タイムズ」には、王者が尾崎より優れていることは明らかだったものの、軽いパンチを当てるだけで単なるジムワークのように戦う王者に試合の間じゅうブーイングが起こり、8回と9回の間のインターバルにはプロモーターが王者を怒鳴りつけ、ユナニマス・デシジョンで勝った王者のパフォーマンスにプロモーターと4,925人の観客の多くが当惑したと記述されている。
1988年7月7日、フランシスコ・フェラーを判定で退け、OPBF東洋太平洋王座獲得。2度防衛後返上。
1989年12月10日、後楽園ホールにてマーク・ブリーランドが持つWBA世界王座に、世界1位の指名挑戦者として再挑戦。3R終盤にブリーランドの左アッパーにより古傷の右瞼をカットして大流血、これが響いて4R35秒TKO負け。この試合を最後に現役引退、現在は美容室経営者の夫人の故郷・福岡県でサラリーマン生活を送っている。

## 戦績
- 31戦25勝（16KO）6敗

## 獲得タイトル
- 第28代日本ライト級王座(防衛3)
- 第30代日本ライト級王座(防衛1)
- 第30代日本ウェルター級王座(防衛2)
- 第32代日本ウェルター級王座(防衛2=返上)
- 第18代OPBF東洋太平洋ウェルター級王座(防衛2=返上)

## 入場曲
「BEHIND THE RAIN」（ハーブ・アルパート）